# Ильфесхайм
Ильфесхайм (нем. Ilvesheim) — община в Германии, в земле Баден-Вюртемберг.
Подчиняется административному округу Карлсруэ. Входит в состав района Рейн-Неккар. Население составляет 8471 человек (на 31 декабря 2010 года). Занимает площадь 5,89 км².

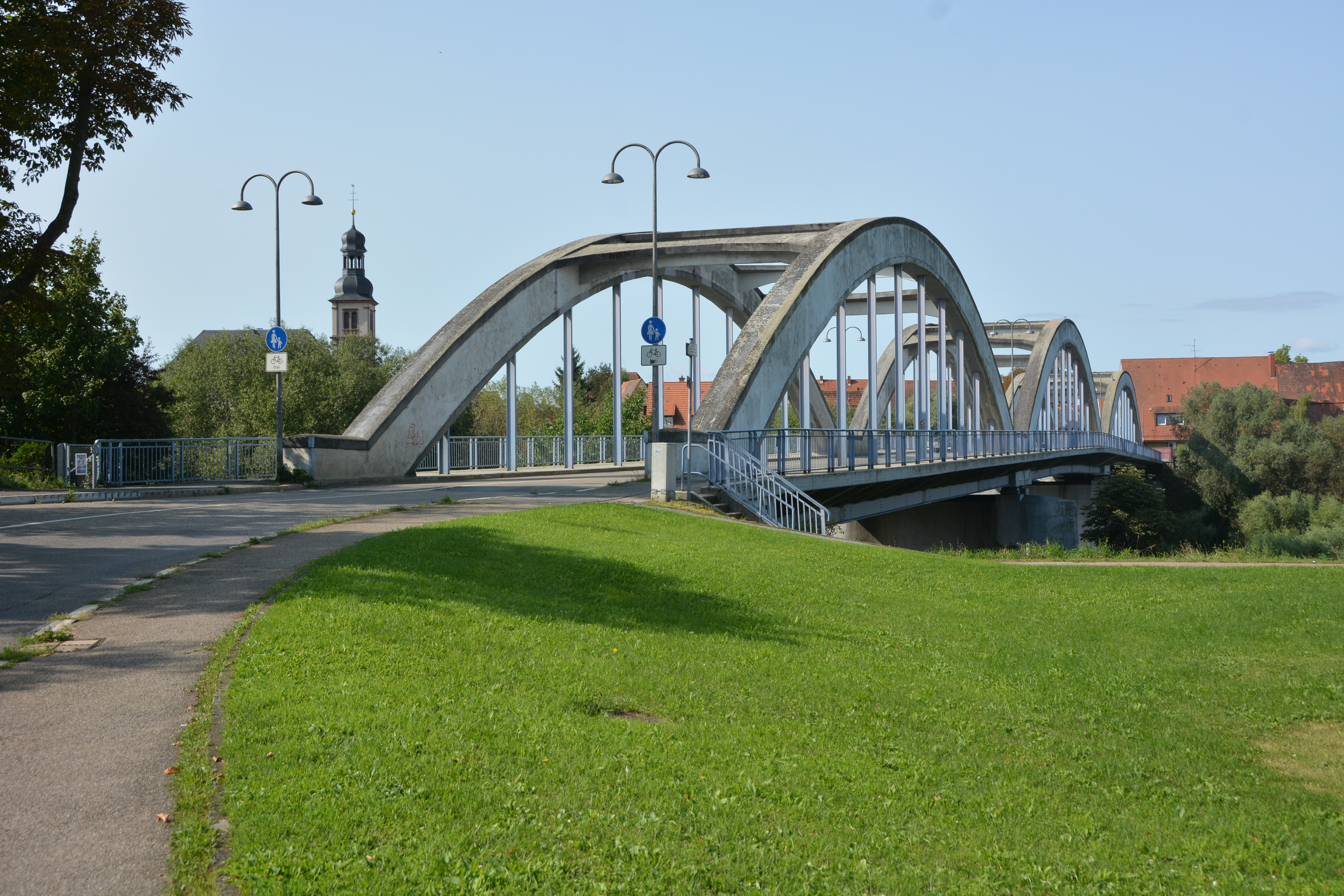
Ильфесхайм